# Liste der portugiesischen Botschafter in Algerien
Die Liste der portugiesischen Botschafter in Algerien listet die Botschafter der Republik Portugal in Algerien auf. Die beiden Staaten unterhalten seit 1975 diplomatische Beziehungen. Portugal unterhält seither seine Botschaft in der algerischen Hauptstadt Algier.

## Missionschefs
| Name                                               | Bild     | Amtszeit                              | Anmerkungen                                                                           |
| Algerien                                           | Algerien | Algerien                              | Algerien                                                                              |
| -------------------------------------------------- | -------- | ------------------------------------- | ------------------------------------------------------------------------------------- |
| André do Nascimento Infante                        |          | 19. August 1975 –20. Oktober 1976     | Botschafter, am 29. August 1975 als erster Vertreter Portugals in Algier akkreditiert |
| Nuno António Ribeiro de Bessa Lopes                |          | 20. Oktober 1976 –21. Juli 1977       | Übergangs-Geschäftsträger                                                             |
| António Manuel da Veiga e Menezes Cordeiro         |          | 21. Juli 1977 –14. Mai 1982           | Botschafter                                                                           |
| Pedro Benito Rodrigues Garcia                      |          | 22. Mai 1982 –25. Oktober 1987        | Botschafter                                                                           |
| Joaquim Domingues de Almeida                       |          | 27. Oktober 1987 –18. Juni 1988       | Übergangs-Geschäftsträger                                                             |
| Fernando António de Lacerda Andressen Guimarães    |          | 18. Juni 1988 –19. August 1991        | Botschafter, am 29. Juni 1988 akkreditiert                                            |
| Rui Gonçalo Chaves de Brito e Cunha                |          | 27. August 1991 –13. Mai 1995         | Botschafter, am 9. September 1991 akkreditiert                                        |
| José Guilherme Stichini Vilela                     |          | 26. April 1995 –8. Juni 1997          | Botschafter, am 24. Mai 1995 akkreditiert                                             |
| Eduardo Manuel Farinha Fernandes                   |          | 19. Juli 1997 –16. Dezember 2001      | Botschafter, am 11. August 1997                                                       |
| Filipe Orlando de Albuquerque                      |          | 18. November 2001 –25. September 2004 | Botschafter                                                                           |
| Luís Pequito de Almeida Sampaio                    |          | 18. Oktober 2004 –11. November 2008   | Botschafter                                                                           |
| José Fernando Moreira da Cunha                     |          | 23. August 2009 –13. März 2013        | Botschafter, am 27. Oktober 2009 akkreditiert                                         |
| António Manuel da Câmara Pestana de Noronha Gamito |          | 16. März 2013 –1. August 2016         | Botschafter, am 20. März 2013 akkreditiert                                            |
| Carlos Manuel Folhadela de Macedo Oliveira         |          | seit 19. September 2016               | Botschafter                                                                           |